# 다큐드라마
다큐드라마(영어: docudrama) 또는 다큐멘터리 드라마(documentary drama)는 라디오, 텔레비전 프로그램, 장편영화, 연극 등에서 실제사건을 각색하여 연출하는 것을 특징으로 하는 하나의 장르이다. 가끔씩 무대 위에서 상연되는 것은 "기록연극(documentary theatre)"라고 불린다.
다큐드라마 내용의 중요한 요소는 잘 알려진 역사적 사실들로서, 다큐드라마는 이에 집중하려 노력한다. 그리고 역사적 사실에 차이가 날 수 있는 불필요하고 지엽적인 요소들(예를 들면 등장인물의 세밀한 일상 대화)에는 그 차이를 허용한다. 등장인물의 대사에서는 역사적 자료에 있는 실존했던 인물들이 실제로 한 말들을 포함할 수 있다. 다큐드라마 제작자들은 재구현한 사건을 역사적 사건이 실제로 발생했던 장소에서 촬영하기도 한다.

## 특징
다큐드라마에서는 일반적으로 다음의 특징들을 가지고 있다.
- 실존했던 역사적 사건을 대변한다.
- 역사적 사건들의 잘 알려진 사실들에 초점을 맞춘다.
- 문학이나 나레이터를 이용한 기술을 통하여 잘 알려지지 않은 사건을 밝혀서 역사를 이야기한다.
- 문학적 표현(각색)은 가끔씩 드라마를 충실하게 하기 위하여 잘 알려지지 않은 역사적 사실들을 이용한다.
- 좋은 다큐드라마는 각색의 범위가 지나치지 않으며, 공공연한 해설이나 제작자 자신의 견해를 담은 일방적 주장을 피한다.

## 예시

### 영화
- 《마치 오브 타임》 (1935–51)
- 《콜 노스사이드 777》 (1948)
- 《뉘른베르크의 재판》 (1961)
- 《도라! 도라! 도라!》 (1970)
- 《10번가의 살인》 (1971)
- 《아폴로 13》 (1995)
- 《힐즈버러》 (1996)
- 《굿나잇 앤 굿럭》 (2005)
- 《할리우드랜드》 (2006)
- 《플라이트 93》 (2006)
- 《프로스트 vs 닉슨》 (2008)
- 《퍼블릭 에너미》 (2009)
- 《파이터》 (2010)
- 《127시간》 (2010)
- 《페어 게임》 (2010)
- 《캡틴 필립스》 (2013)
- 《천국에 다녀온 소년》 (2014)
- 《스파이 브릿지》 (2015)

## 같이 보기
- 다큐픽션
- 모큐멘터리
- 세미다큐멘터리
- 에스노픽션
- 전기 영화
- 리얼리티 방송